# Una viuda casi alegre
Una viuda casi alegre és una pel·lícula en blanc i negre de l'Argentina dirigida per Román Viñoly Barreto sobre el propi guió de José María Fernández Unsaín, que es va estrenar el 23 de novembre de 1950 i que va tenir com a protagonistes a Elina Colomer, Roberto Escalada, Carlos Thompson, Andrés Mejuto i Judith Sulián.

## Argument
Una jove vídua concorre a una agència matrimonial on li presenten tres pretendents a sou que acaben enamorant-se d'ella.

## Repartiment
- Elina Colomer[2]
- Roberto Escalada
- Carlos Thompson
- Andrés Mejuto
- Judith Sulián
- Adolfo Linvel
- Osvaldo Bruzzi
- Gloria Ferrandiz
- Hilda Rei
- Juan Carrera
- Alberto Berco
- Daniel Tedeschi
- Max Citelli